# Gipfelkreuz (Film)
Gipfelkreuz ist ein im Spätsommer 1947 entstandenes, österreichisches Bergfilmdrama des erst 23-jährigen Nachwuchsfilmers Alfons Benesch mit überwiegend Laiendarstellern als Haupt- wie Nebendarsteller. 

## Handlung
Irgendwo in den Tiroler Alpen. Der Dorfschmied Hans Leutgeber hat im Ort keinen allzu guten Ruf, er gilt als leichtfertig. Als er eines Tages stirbt, müssen seine Tochter Maria und sein Sohn Fritz ein schweres Erbe antreten, denn es gilt, viel im Verhältnis zu den anderen Dorfbewohnern zu kitten. Der Alte hatte seinen Mitmenschen einiges Unrecht angetan, und der Hass auf ihn wurde im Lauf der Zeit sehr groß. Trotz all dieser Hindernisse, die nun auf die nächste Generation zukommen, planen Fritz und Maria, die Schmiede weiterzuführen. 
Dennoch wollen die beide gegenüber ihren Mitbürgern ein in jedem Sinne überragendes Zeichen der Sühne und der Versöhnung setzen: Fritz plant, ein hohes, metallenes Gipfelkreuz zu schmieden, dass er auf das Zuckerhütl, die mit gut 3500 Metern höchste Erhebung der Stubaier Alpen, hochtragen und dort montieren will. Tatsächlich ist sein kühner Plan nach diversen Hindernissen ein Zeichen der Versöhnung, das auch von den anderen angenommen wird. Man hilft ihm sogar, bei der Ersteigung das Gipfelkreuz auf die Bergspitze zu schleppen und dort zu errichten.

## Produktionsnotizen

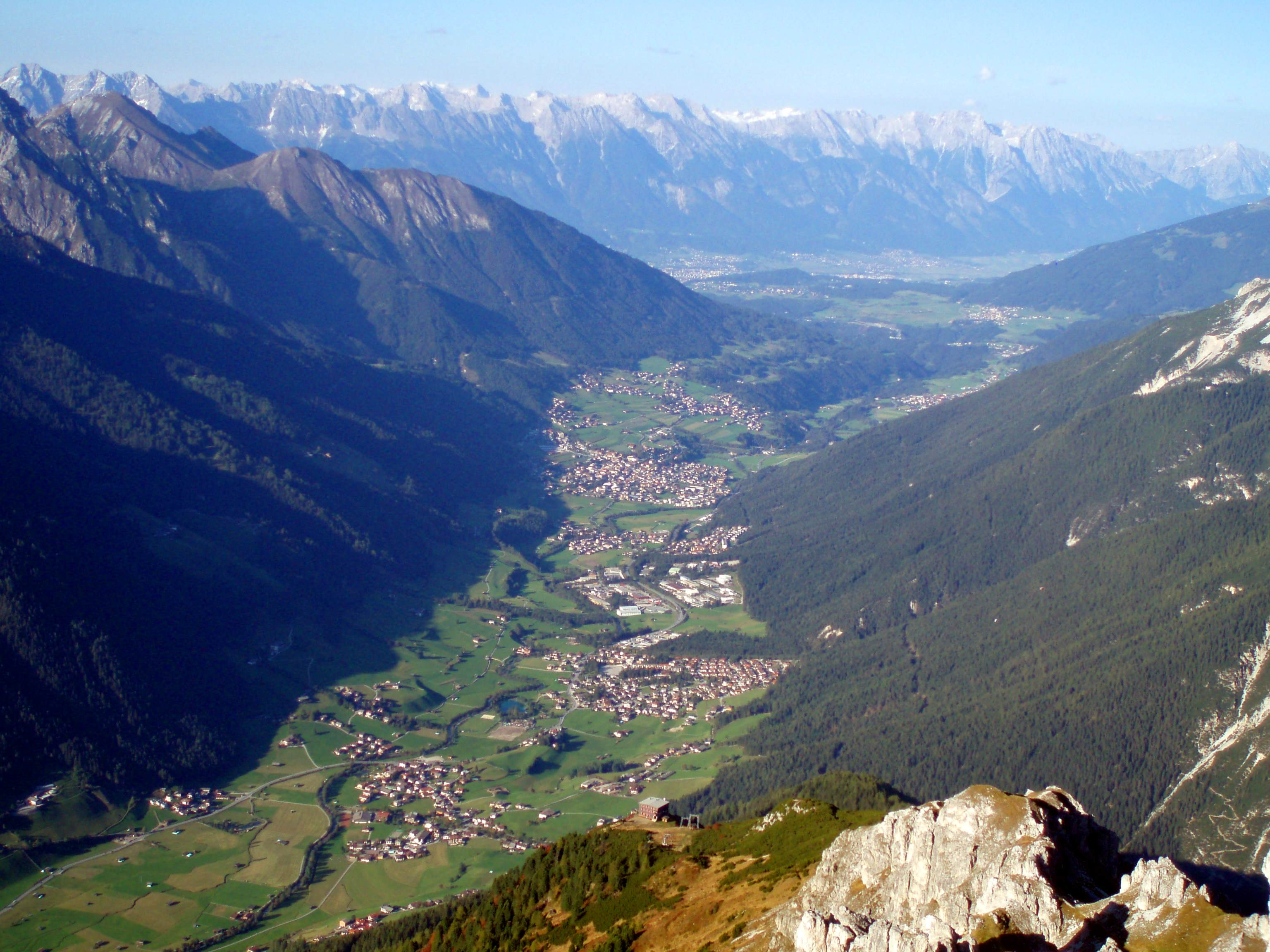
Drehort Stubaital

Gipfelkreuz entstand im Juli und August 1947 in Tirol und wurde am 17. September 1948 in Innsbruck uraufgeführt. Noch im selben Monat lief der Streifen auch in Wien an. In Deutschland war der laienhafte Film lediglich ab April 1955 in München zu sehen. 
Von den wenigen Darstellern verfügten lediglich Ludwig Hupfauf vom Fulpmerer Bauerntheater und Margit Seeber, die sich einen Namen mit Märchensendungen in Radio Innsbruck gemacht hatte, über einige künstlerische Erfahrungen.

## Kritiken
Der nur wenig beachtete Film stieß auf ein geteiltes Echo:
Die Salzburger Nachrichten konstatierten noch vor der Premiere “Herrliche Naturaufnahmen der Berg- und Gletscherwelt des Stubaitales und eine wuchtige, in diesen Rahmen passende Handlung.”
Die äußerst bodenständige Tiroler Bauern-Zeitung lobte während des Drehs vor allem den lokalen und wertekonservativen Aspekt des Filmchens: “Die Leute hier haben ein Ideal: sie wollen einen guten Film schaffen, dessen Idee auf einer gesunden Weltanschauung basiert, nichts zu tun hat mit dem modischen Geckentum unserer Zeit und jungen Menschen als Wegweiser dienen soll.”
Das Linzer Volksblatt hingegen schimpfte: „So ziemlich alles, was sich an Talentlosigkeit und Einfallslosigkeit zusammenfinden konnte, wurde in diesem – leider – „ersten österreichischen Jugendfilm“ zusammengepfercht. Eines muß man den Leuten lassen, sie hatten ein ernstes Ziel aber wer vom Filmen keine Ahnung hat, soll die Finger davon lassen!“
Das Lexikon des Internationalen Films konstatierte eine „dünne, erbauliche Handlung, die – in laienhafter Gestaltung – die Überwindung von Haß und Zwietracht im christlichen Sinne zum Thema hat.“